# Теофил Аврамов
 Тази статия е за духовника.  За строителя вижте Теофил Аврамов (строител).  
Хаджи Теофил Аврамов Жунгуловски е български духовник, архимандрит, участник в църковно-националните борби на българите, български екзархийски наместник в Дебър.

## Биография
Роден е в голямата мияшка паланка Лазарополе в 1833 година, според надписа на гроба му, в 1838 или около 1851 година в семейството на Аврам Кунов Жунгуловски, богат търговец и кехая с 5000 овце и 440 коня и Христа, една от дъщерите на Гюрчин Кокале. Основното образование получава при поп Мартин Димковски в килийното училище при селската църква „Свети Георги“, основано от прадядо му архимандрит Анатолий Жунгуловски в 80-те години на XVIII век. На 12-годишна възраст продължава образованието си в манастира „Свети Иван Бигорски“. Две години работи в манастирската преписваческа школа.
С вуйчо си Пейко Деспотов Жебчевски, един от най-богатите хора в Дебърско, заминава за Божи гроб. На връщане минават през Иран, Ирак, Йордания, Сирия и Египет. Теофил отлично говори гръцки, влашки, албански и турски. След връщането им вуйчо му го записва в мъжката гимназия в Сяр. Докато учи в Сяр, Теофил също така работи при Георги Донев от Гари и изучава дърворезбарския занаят. В Сяр се запознава с фолклориста Стефан Веркович, както и с Григор Пърличев и Димитър Миладинов. От Сяр Аврамов продължава образованието си в Солунската гръцка мъжка гимназия, където за него се грижи дядо му архимандрит Иларион Зографски (Чуповски). В Солун общува с Райко Жинзифов, съселянина си и роднина Димо Аджиевски и Ташко Цветков от Сушица. За кратко е отстранен от гимназията за антигръцко поведение. В Солун научава френски. След завършването на гимназията работи като учител в училището на Аргир Тръпков Дебърлията в Солун. През есента на 1862 година по предложение на вуйчо си заминава да учи в Швейцария, където се запознава със сръбския социалист Светозар Маркович, с когото поддържа кореспонденция. След 6 месеца от Швейцария заминава за Австрия и се записва във Виенския университет, където учи философия, естетика и природни науки и научава немски. Във Виена общува с хърватския писател Август Шеноа и със сръбския Йован Йованович Змай, с когото особено се сприятелява.
След завършване на образованието си, Теофил Аврамовски се връща в Лазорополе, където започна да работи като учител заедно с Василко Икономов. Включва се активно в оглавяваното от Димо Хаджиевски българското просветно и духовно движение, насочено срещу владиката Антим и наследилия го Калиник. Аврамов учителства в Лазарополе две години - 1866-1867, като с Икономов успяват да реформират училището, преобразувайки го от килийно в модерно. Църковните книги са заменени с буквар, читанка, смятане, география, физическите наказания са забранени и са въведени публични изпити. Към края на 1867 година Аврамов заминава да учителства в Дебър, където също прави училището светско. Пътува по селата из Долни Дебър и се опитва да ги привлече към антипатриаршисткото движение. Подпомага възстановяването на българската църковно-училищна община, закрита след пристигането на гръцкия владика в града. Общината започва възобновяването на църквата „Света Богородица“, а в църковния двор е изградено училище. През пролетта на 1869 година Теофил Аврамов заминава от Дебър за Охрид и учителства в махалата Кошища, където започва да преподава на български език. Участва в организирането на Охридската българска община на 24 август 1869 година. Посещава Битоля, Струга и Кичево, за да организира антипатриаршисткото движение. През май 1871 година Аврамов става учител в Кичевския манастир „Света Богородица Пречиста“ и също реформира училището и формира църковен комитет, който да противостои на гърцизма.
В 1872 година се жени за съселянката си Цветана Дойчинова Зулфоска. Изучава гръцки и започва работа в дебърската митрополия при владиката Антим. В 1874 година Антим го ръкополага за свещеник в Лазарополе без енория и той в продължение на шест години преподава в килийното училище в селото. В 1880 година умира съпругата му и отец Теофил се отдава изцяло на народополезна дейност и борба за изгонване на гръцкия митрополит от Дебър и замяната му с български. За целта използва връзките си с влиятелния в Битоля и Цариград албански дебърски бег Селим Рус, който му е приятел. В началото на 1883 година Теофил и Селим Рус занасят на битолския валия Ахмед Еюб паша заявление, подпечатано от всички селски кметове в епархия, с което се оплакват от лошото държане на Антим и искат замяната му с митрополит българин. Същото заявление Теофил отнася в Цариград и го представя на Високата порта и Вселенската патриаршия. Едновременно с това предоставя на Българската екзархия друго заявление от българското население на епархията, с което се иска изпращане на български екзархийски митрополит, като за това се направят от екзарха постъпки пред властите. В Цариград отец Теофил е ръкоположен в архимандритски чин и в 1884 година е изпратен за управляващ Дебърско-кичевската епархия. Пристига в Битоля със специално писмо от Екзархията, упълномощаващо го да представя пред властите българското население и Екзархията. След това заминава за Дебър, но местните власти заявяват, че нямат известие от битолския валия и, докато такова не пристигне, те не могат да го признаят за управляващ епархията. Отец Теофил започва да обикаля епархията си и да събужда българското съзнание на населението, за да се противопостави на владиката Антим. Така на 18 юни Сарджо и Петко Брадински не допускат Антим в Тресанче, казвайки му, че населението не го признава за духовен водач и съответно той няма работа в селото. Същото се случва и в Галичник, където първенците Тръпко Гиновски, Христо Чолянчев и Арсо Томоски му казват, че селото признава архиерейския наместник Теофил Аврамов. Владиката за отмъщение успява да настрои дебърските бегове срещу приятеля на отец Теофил Селим Рус, който за да избегне изгаряне на къщата си обещава да действа против Теофил. На 10 юли 1884 година владиката дава угощение край Банища, на което беговете дават беса да се убие Теофил, а българското население да се застави да се върне към Патриаршията. Теофил е предупреден от главния енорийски свещеник в Дебър Търпе Симонски и от дебърския първенец Вельо Топалов. За 20 юли Илинден и Теофил и Антим заминават за Лазарополе. Теофил е арестуван и откаран в Дебър, но мютесарифинът, кадията и бимбашията отказали да са го викали. Теофил поискал охрана да се върне в Лазарополе, но му била отказана и той взел от Селим Рус подкупените от владиката със 100 лири убийци Мусли Мерке и Тул Пали, които на път за Лазарополе го застрелват в местността Клаковите. При научаването на новината, населението на Лазарополе, в което се намира Антим, тръгва да го линчува, но владиката успява да се спаси с помощта на сувариите и охраната си. Тялото на Теофил е докарано в Лазарополе и на 22 юли е тържествено погребано. Властите арестуват всички български първенци и свещеници от Дебър, Лазарополе и Галичник, които са освободени след подкупи.
След убийството, екзарх Йосиф протестира в средата на август пред министъра на вътрешните работи Ибрахим Едхем паша, на вероизповеданията Хасан Фехми паша и пред великия везир Саид паша.